# Râul Tăieturii, Neagra Șarului
Râul Tăieturii este un afluent al râului Neagra Șarului. 